# Мауро Кекколі
Мауро Кекколі (італ. Mauro Checcoli, 1 березня 1943) — італійський вершник.
Олімпійський чемпіон 1964 (індивідуальне триборство), 1964 (командне триборство) років, учасник 1968 року.